# Pi Puppis
Désignations
Pi Puppis (π Pup / π Puppis) est une étoile binaire de la constellation de la Poupe qui est parfois appelée par le nom traditionnel Ahadi, signifiant "Ayant beaucoup d'espérance"[réf. nécessaire]. Sa magnitude apparente est de 2,70. Elle est à environ 1100 années-lumière de la Terre.
L'étoile primaire du système de Pi Puppis est une supergéante orange de type spectral K3Ib. Il s'agit d'une étoile variable semi-régulière de type SRd suspecté. Son compagnon est une étoile de septième magnitude distante de 0,72 seconde d'arc.
Pour l'essaim météoritique apparaissant au voisinage de cette étoile, voir Pi Puppides.